# Light for the World
Light for the World je mezinárodní konfederace nevládních neziskových organizací, která byla založena pod názvem Licht für die Welt v roce 1988 ve Vídni. Je jednou z nejvýznamnějších evropských organizací podporujících nevidomé a osoby se zrakovým či jiným postižením žijící v nejchudších regionech naší planety.
Spolu s místními partnery pracovala tato organizace v roce 2011 na 172 projektech ve 23 rozvojových zemích Afriky, Asie a Latinské Ameriky.
Light for the World podporuje:
- prevenci slepoty
  - znásobení počtu očních lékařů
  - zvýšení počtu zdravotnického personálu
  - otevření specializovaných vzdělávacích zařízení mimo hlavní města
  - nové oční kliniky ve vesnických oblastech
- léčbu slepoty
- systémovou podporu osob s postižením v rozvojových zemích
- rehabilitaci osob se zdravotním postižením
- prevenci vzniku postižení

Českou sesterskou organizací této organizace je Světlo pro svět – Light for the World, o. s. Světlo pro svět v ČR funguje od roku 2007 a zaměřuje se na prevenci a léčbu slepoty a na systémovou podporu dětí s postižením v Africe. V roce 2011 Světlo pro svět – Light for the World podporovala projekty v Etiopii, Rwandě a Burkině Faso.